# Dinatriumcitrat
Dinatriumcitrat, richtiger: Dinatriumhydrogencitrat, ist ein saures Salz der Citronensäure.

## Verwendung
Dinatriumcitrat wird als Antioxidans in Lebensmitteln und zur Verbesserung der Wirkung anderer Antioxidantien verwendet. Es wird außerdem als Säureregulator und Komplexbildner für andere Stoffverbindungen benutzt.
Typische Produkte, in denen Dinatriumcitrat verwendet wird, sind: Gelatine, Marmelade, Süßigkeiten, Eiscreme, kohlensäurehaltige Getränke, Milchpulver, Wein und Schmelzkäse.
Dinatriumcitrat kann bei Patienten verwendet werden, um Beschwerden bei Harnwegsinfektionen zu lindern.

## Verwandte Verbindungen
Neben Dinatriumcitrat existieren folgende andere Natriumsalze der Citronensäure:
- Mononatriumcitrat
- Trinatriumcitrat